# Anthospermopsis catechosperma
Anthospermopsis catechosperma är en måreväxtart som först beskrevs av Karl Moritz Schumann, och fick sitt nu gällande namn av Joseph Harold Kirkbride. Anthospermopsis catechosperma ingår i släktet Anthospermopsis och familjen måreväxter. Inga underarter finns listade i Catalogue of Life.